# Fruela II das Astúrias e Leão

Cruz símbolo do Reino das Astúrias.

Fruela II das Astúrias e Leão, o Leproso (c. 874-925), também designado como Froila, foi Rei das Astúrias, subordinado ao rei de Leão, entre 910 a 924, e Rei de Leão de 924 até a sua morte em 925.

## Biografia
Foi o terceiro filho de Afonso III, o Grande  e sua esposa, a rainha Jimena Garcês de Pamplona, por consequência era irmão dos reis  Garcia I de Leão e Ordonho II, e tio dos reis Sancho Ordonhes, Afonso V e Ramiro II.
O nome de Fruela II aparece pela primeira vez na documentação do Reino de Leão no ano 886. O relacionamento que Fruela teve com seu irmão mais velho, Garcia I, sempre foi distante e diferente daquele que teve com o seu outro irmão Ordonho II, como vários autores se referem.
Por razões desconhecidas, os filhos de Afonso III revoltaram-se contra o pai corria o ano de 909. Embora ainda criança Garcia I, irmão de Fruela, foi preso e encarcerado no Castelo de Gauzón, passado um ano depois deste acontecimento Afonso III foi forçado a abdicar e a dividir o seu reino pelos filhos.
Assim o Reino de Leão correspondeu ao filho primogénito, o infante Garcia I, o Reino das Astúrias foi atribuído a Fruela, e o Reino da Galiza a Ordonho II da Galiza e Leão, ficando ambos subordinados ao rei de Leão.

## Rei das Astúrias (910-924)
Durante o reinado de seu irmão, Garcia I , Fruela não foi mencionado em sua documentação e, por sua vez, quando Fruela assumiu o trono de Leão tampouco fez menção de seu irmão Garcia, ao contrário do que aconteceu com suo outro irmão, Ordonho II.
Seu pai, o rei Afonso III, morreu na cidade de Zamora em 20 de dezembro do ano 910, e dois anos depois, no ano 912, a faleceu sua mãe, a rainha Jimena. O rei Fruela estabeleceu a sua corte na cidade de Oviedo, enquanto seu irmão, o rei Garcia I  estabeleceu-o na Leão.
No ano 912, o rei Fruela foi com seu irmão Garcia na cidade de Santiago de Compostela, e confirmou, precedendo os filhos de seu irmão, em vários documentos emitidos por o rei Garcia. Em 24 de outubro 912, Fruela fez uma doação de vários lugares e igrejas  para a Catedral de Oviedo e confirmou muitos dos privilégios ao templo, que havia sido concedida por seus antecessores. No ano 914 faleceu seu irmão, o rei Garcia, e tendo morrido sem descendencia, o irmão de ambos, Ordonho II, assumiu o trono de Leão, acentuando-se assim, a submissão do rei Fruela ao seu irmão, o rei Ordono, que agora governava todo o território em torno do reino das Astúrias.

## Rei de Leão (924-925)
Após a morte de seu irmão o rei Ordonho em 924, Fruela ocupou o trono de Leão. Seu reinado durou um ano e alguns meses.
A ausência de conflitos militares durante o seu reinado de quatorze anos nas Astúrias, levou Fruela a desejar uma existência pacífica, embora durante o seu reinado em Leão, os muçulmanos atacaram suas fronteiras, e no ano de 924 lançaram uma expedição contra o reino de Pamplona. Fruela II enviou ajuda ao rei Sancho Garcês I de Pamplona.
O rei Fruela morreu em agosto de 925, possivelmente devido a lepra, e seus restos mortais foram enterrados na Catedral de Leão ao lado de seu irmão Ordonho II.

## Matrimónios e descendência
Casou antes de 911 com Nunilo de quem teve:
- Afonso Froilaz (m. 932), foi rei de Leão e da Galiza durante um breve lapso de tempo, entre 925 e 926. Em 932, juntamente com seus irmãos Ordonho e Ramiro, e junto com Afonso IV, "o Monge", foi capturado e cegado por ordem de seu primo, o rei Ramiro II de Leão.

Voltou a casar antes de 917 com Urraca, filha de Abedalá ibne Maomé, Uale de Tudela da linhagem dos Banu Cassi tal como é referido no Jamarate Ançabe Alárabe (Yamharat ansāb al-arab; Linhagens árabes) de Abzeme. Depois de viúva, Urraca podeira ter se casado com Ramiro, irmão menor de Fruela. Urraca aparece pela primeira vez em 8 de janeiro de 917 como Urraca regina, acompanhando a seu marido nos diplomas emitidos por este até 925, ano da morte do mesmo. Este segundo casamento produziu dois filhos:
- Ramiro e Ordonho Froilaz.  Em 932, junto com Afonso IV de Leão, "o Monge", foram capturados e cegados por ordem de seu primo o rei Ramiro II de Leão. Os restos mortais dos irmãos foram transferidos por ordem de Afonso V de Leão para a Basílica de Santo Isidoro.[9]

Como é afirmado em algumas doações feitas, o rei Fruela teve outros dois filhos, embora não se sabe quem era a mãe de cada filho:
- Fortis, possivelmente o filho menor, confirmou uma doação em 27 de setembro de 924 feita por seu pai ao Mosteiro de Eslonza.[10]
- Eudon[11]